# Camponotus dolendus
Camponotus dolendus é uma espécie de inseto do gênero Camponotus, pertencente à família Formicidae.